# George Gershwin
George Gershwin (26 tháng 9 năm 1898 - 11 tháng 7 năm 1937) là một nhà soạn nhạc người Mỹ và cũng là một nhạc sĩ dương cầm. Những tác phẩm của George Gershwin kéo dài ra cả thể loại nhạc phổ biến và Nhạc cổ điển, và những giai điệu của ông được rất nhiều người biết đến. Ông phần lớn viết nhạc cho những bài hát và sân khấu kịch, bao gồm cả hơn chục buổi biểu diễn Broadway, với sự hợp tác và giúp đỡ từ người anh trai - nhà thi sĩ chuyên viết thơ trữ tình Ira Gershwin. Vở nhạc kịch "Of Thee I Sing" của ông (viết chung với Ira Géhwin) đã đoạt Giải Pulitzer cho kịch năm 1932.
George Gershwin sáng tác nhạc cho sân khấu Broadway và cho cả các buổi hòa nhạc, cũng như thấy rằng các tác phẩm phổ biến của ông đã giúp ông và thành quả của chính mình được công chúng biết đến rộng rãi hơn. Các tác phẩm của ông được áp dụng vào vô số bộ phim và cả tivi truyền hình, và số nhiều trong đó đã trở thành các tiêu chuẩn nhạc jazz được thu âm với các phong cách thể hiện khác nhau. Rất nhiều ca sĩ và nhạc sĩ đã dùng các bài hát của Gershwin.

## Tiểu sử

### Thời trẻ
Gershwin tên gốc là Jacob Gershowitz sinh ngày 26 tháng 9 năm 1898 tại Brooklyn. Cha mẹ ông là Người Do Thái Nga. Cha ông, Morris (Moishe) Gershowitz đã đổi tên họ thành Gershvin sau khi di cư tới Hoa Kỳ từ St. Petersburg, Nga vào đầu những năm 1890. Lúc đó, mẹ Gershwin - bà Rosa Bruskin đã di cư từ Nga đến Hoa Kỳ trước rồi. Bà gặp Gershowitz ở New York và họ cưới ngày 21 tháng 7 năm 1895. (George đã thay đổi cách đánh vần của tên từ Gershvin thành Gershwin sau khi ông trở thành một nhạc sĩ chuyên nghiệp, các thành viên khác trong gia đình cũng thay đổi theo cho phù hợp.
George Gershwin là đứa con thứ 2 trong 4 người con. Ông thể hiện niềm đam mê âm nhạc đầu tiên vào lúc 10 tuổi, khi ông bị lôi cuốn vào những gì ông nghe được từ các bài biểu diễn đàn vĩ cầm của người bạn Maxie Rosenzweig. Âm thanh và cái cách mà bạn ông chơi vĩ cầm đã ngấm vào suy nghĩ của George. Cha mẹ bắt đầu mua một cái đàn dương cầm để dạy anh trai ông - Ira Gershwin, nhưng với ngạc nhiên của cha mẹ và sự giúp đỡ nhiệt tình từ Ira, cuối cùng George đã chơi đàn.
Mặc dù người em gái ông - Frances Gershwin là người đầu tiên trong gia đình kiếm được tiền từ tài năng âm nhạc của bà, nhưng bà lại cưới sớm và cống hiến cả cuộc đời mình để thành 1 bà mẹ đúng nghĩa và là một người vợ nội trợ. Bà từ bỏ sự nghiệp biểu diễn của mình, nhưng lại thể hiện vào hội họa - Hội họa cũng là một sở thích của George Gershwin.
Gershwin đã học tập qua các giáo viên đàn dương cầm 2 năm, và sau đó được Jack Miller giới thiệu đến Charles Hambitzer, nhạc sĩ dương cầm trong dàn nhạc giao hưởng của Beethoven. Ông đã thành người cố vấn cho George cho đến khi mất năm 1819. Hambitzer dạy George các kĩ thuật dương cầm thông thường, ông đã giới thiệu George nhạc cổ điển Châu Âu, và khích lệ George tham dự các buổi hòa nhạc. Ở nhà, sau những buổi biểu diễn như thế, chàng trai trẻ Gershwin lúc ấy đã cố gắng tìm cách tái sản xuất các bài nhạc dương cầm mà mình đã nghe. Sau đó, George theo học với nhà soạn nhạc nhạc cổ điển Rubin Goldmark và nhà soạn nhạc + lý luận Henry Cowell.

### Tin Pan Alley
Vào độ tuổi 15, George rời trường học và tìm được công việc đầu tiên là một người nối các bài hát cho Jerome H. Remick và công ty, một hãng xuất bản của Tin Pan Alley ở New York, nơi đó ông kiếm được 15 đô la hàng tuần. Bài hát đầu tiên của ông được sản xuất là:"Khi em muốn nó, uhm, em không thể có được, uhm, khi em sở hữu được, uhm, em lại không muốn có nó" được sản xuất năm 1916 khi Gershwin chỉ mới 17 tuổi, và đã kiếm được tổng cộng 5 đô la mặc dù ông đã được hứa trước đó là sẽ có nhiều tiền hơn.